# Kohlbusch (Stolberg)

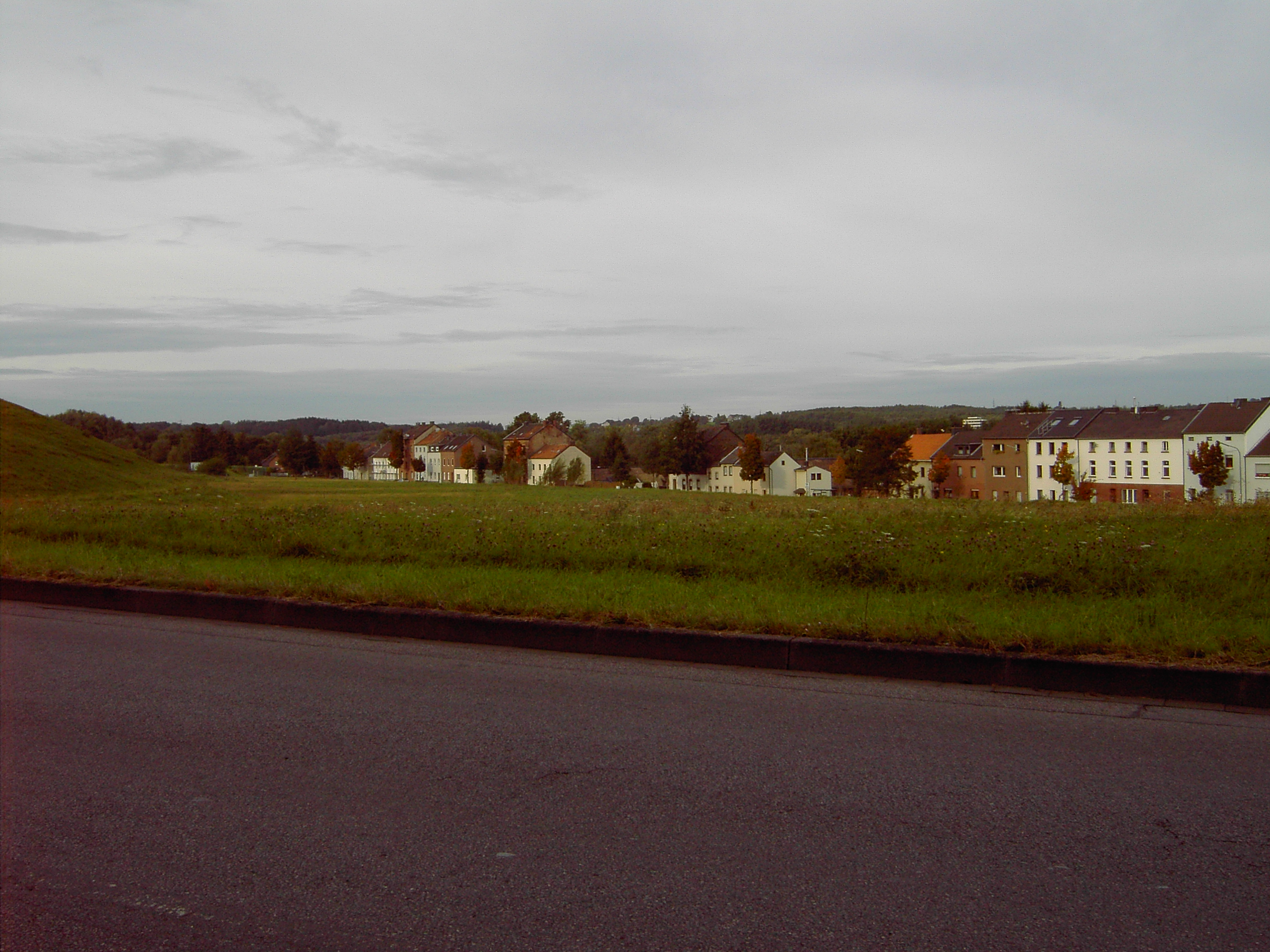
Kohlbusch (2007)

Kohlbusch ist ein zwischen Münsterbusch und Atsch liegendes Stadtviertel von Stolberg (Rhld.) in der Städteregion Aachen. Der Namensteil „Kohl“ bezieht sich auf die hier geförderte Steinkohle. Es handelte sich hier also ursprünglich um einen ‚Kohlenwald‘. Nördlich von Kohlbusch fließt die Inde, westlich lag die Nepomucenusmühle. Der Ortsteil ist ein nur aus wenigen Straßen bestehendes Wohnviertel. Die mittlere Höhe beträgt 190 m ü. NN. Kohlbusch bildet mit Hamm einen Doppelortsteil.
Die nächste Anschlussstelle ist „Aachen-Brand“ auf der A 44. Die nächste Station ist „Stolberg-Schneidmühle“ der Euregiobahn.
Die AVV-Buslinie 40 der ASEAG verbindet Kohlbusch mit Münsterbusch und Stolberg-Mitte. Zusätzlich verkehren einzelne Fahrten der AVV-Linie 62 nach Büsbach.
| Linie | Verlauf |
| ----- | --- |
| 40    | Stolberg Mühlener Bf – Zinkhütter Hof – (Kohlbusch –) Münsterbusch – Liester – Stolberg Altstadt – Stolberg Krankenhaus                    |
| 62    | Stolberg Krankenhaus – Stolberg Mühlener Bf – Zinkhütter Hof – (Kohlbusch –) Münsterbusch – Liester – Büsbach Kirche – Büsbach Brockenberg |